# Indisk belladonna
Atropa acuminata är en potatisväxtart som beskrevs av John Forbes Royle och John Miers. Atropa acuminata ingår i släktet belladonnor, och familjen potatisväxter. Inga underarter finns listade i Catalogue of Life.